# Janusz Siemiątkowski
Janusz Siemiątkowski herbu Jastrzębiec (ur. 3 sierpnia 1931 w Krakowie, zm. 12 grudnia 2016 tamże) – polski pilot i instruktor szybowcowy, samolotowy i śmigłowcowy, ratownik górski.

## Życiorys
Szkolenie lotnicze rozpoczął w 1954 roku w Malborku, uzyskując uprawnienia pilota. W 1954 roku ukończył kurs pilotażu szybowcowego i jeszcze w tym samym roku zdobył Złotą Odznakę Szybowcową. W latach 1954–1967 pracował jako instruktor w Aeroklubie Krakowskim. W 1967 roku został zatrudniony w Zespole Lotnictwa Sanitarnego w Krakowie jako pilot śmigłowca sanitarnego. Podczas swej pracy przewiózł drogą powietrzną ok. 2000 osób. Uczestniczył w ok. 160 poważnych akcjach ratunkowych w Tatrach, dokonują m.in. pierwszego lądowania śmigłowcem Mi-2 na Buli pod Rysami (zima 1975/76), desantu ratowników i sprzętu na Wielkiej Galerii Cubryńskiej (styczeń 1977) oraz lądowania w trudnych warunkach atmosferycznych na Walentkowym Wierchu (luty 1983). Wykonywał również loty patrolowe dla Komendy Wojewódzkiej Policji w Krakowie, uczestniczył w akcjach gaśniczych oraz zabezpieczał imprezy masowe, organizowane przez władze miast Kraków i Nowy Sącz, w tym wizyty Jana Pawła II w Polsce. Przez szereg lat pełnił dyżury lotnicze w Zakopanem. Był członkiem Grupy Krynickiej GOPR (od 1975 roku), Zarządu Aeroklubu Krakowskiego oraz Krakowskiego Klubu Seniorów Lotnictwa. Po śmierci został pochowany na cmentarzu Rakowickim w Krakowie.

## Nagrody i odznaczenia
W uznaniu swych zasług został odznaczony m.in. Krzyżami: Oficerskim (2002), Komandorskim i Kawalerskim (1984) Orderu Odrodzenia Polski, Złotym Krzyżem Zasługi, Krzyżem Armii Krajowej (1988), dwukrotnie Medalem za Ofiarność i Odwagę (1979 i 1984) oraz odznaką „Zasłużony Działacz Lotnictwa Sportowego”. Posiadał również Złotą i Srebrną Odznakę Szybowcową oraz godność Honorowego Członka GOPR.